# Cicle de Brayton
El cicle de Brayton és un cicle termodinàmic que descriu el funcionament d'una màquina tèrmica a pressió constant com, per exemple, una turbina de gas. Tot i que el cicle de Brayton sol funcionar en un sistema obert, quan s'analitza termodinàmicament es considera que els gasos expulsats són reutilitzats a l'entrada, cosa que permet analitzar-lo com un sistema tancat.
El cicle de Brayton s'anomena en honor de George Brayton (1830-1892), enginyer americà que el desenvolupà, encara que originalment fou proposat i patentat per l'anglès John Barber l'any 1791. També es coneix a vegades com a cicle de Joule. El cicle d'Ericsson és similar al cicle de Brayton però utilitza calor externa i incorpora l'ús d'un regenerador. Existeixen dos tipus de cicles de Brayton: els oberts a l'atmosfera i que utilitzen una cambra de combustió, i els que són tancats i utilitzen un intercanviador de calor.

## Descripció
Una màquina del tipus Brayton està formada per tres components:
1. Un compressor
2. Una cambra de barreja
3. Una cambra d'expansió

En la màquina de Brayton original (segle xix), l'aire ambiental es fa entrar en un pistó compressor, on és comprimit (idealment, un procés isentròpic). Després l'aire comprimit passa a través d'una cambra de barreja un s'afegeix combustible (procés isobàric). La barreja de combustible i aire escalfat (per compressió) i pressuritzat s'encén en un cilindre d'expansió i s'allibera energia, la qual cosa fa que els productes de combustió i l'aire s'expandeixin (un altre procés isentròpic). Part del treball extret del pistó/cilindre es fa servir per moure el compressor mitjançant un cigonyal.
Tanmateix, més recentment el terme «cicle de Brayton» s'ha fet servir per descriure la màquina de turbina de gas, que també té tres components:
1. Un compressor de gas
2. Una cambra de combustió
3. Una turbina d'expansió

El cicle de Brayton ideal, doncs, consisteix en quatre etapes
1. Es fa entrar l'aire ambiental al compressor, on és pressuritzat (procés isentròpic).
2. L'aire comprimit es fa passar a través de la cambra de combustió, on es crema combustible que escalfa l'aire (procés isobàric).
3. L'aire escalfat i comprimit allibera la seva energia expandint-se en una turbina (o sèrie de turbines; procés isentròpic). Part del treball extret per la turbina es fa servir per alimentar el compressor.
4. La calor restant s'allibera a l'atmosfera (procés isobàric).

Cicle de Brayton real:
1. Compressió (procés adiabàtic)
2. Addició de calor (procés isobàric)
3. Expansió (procés adiabàtic)
4. Expulsió de calor (procés isobàric)

|  |

Com que ni la compressió ni l'expansió poden ser del tot isentròpiques, les pèrdues en el compressor i l'expansor comporten pèrdues de rendiment. En general, augmentar la relació de compressió és la manera més directa d'incrementar la potència total generada pel sistema de Brayton.
El rendiment del cicle idea de Brayton és {\displaystyle \eta =1-{\frac {T_{1}}{T_{2}}}=1-\left({\frac {P_{1}}{P_{2}}}\right)^{(\gamma -1)/\gamma }}, on {\displaystyle \gamma } és el coeficient de dilatació adiabàtica. La Figura 1 indica com canvia el rendiment del cicle amb un augment de la relació de pressions. La Figura 2 indica com la potencia generada canvia amb un increment de la temperatura d'entrada de la turbina de gas per dos valors diferents de relacions de pressió.
La temperatura més elevada del cicle és al final del procés de combustió, i només es troba limitada per la temperatura màxima que poden aguantar els àleps de la turbina. Això també limita les relacions de pressió que es poden utilitzar en el cicle. En els dissenys més comuns, la relació de pressions de la turbina de gas està al rang 11-16.

## Mètodes per augmentar la potència
La potència d'un motor de Brayton es pot millorar mitjançant:

### Reescalfament.
On el fluid de treball -en la majoria dels casos, l'aire- s'expandeix a través d'una sèrie de turbines, es passa a través d'una segona cambra de combustió abans d'expandir-se a la pressió ambiental a través d'un conjunt final de turbines, té l'avantatge d'augmentar la potència possible per a un proporcionant una ràtio de compressió sense superar les restriccions metal·lúrgiques (típicament de 1000 ° C). L'ús d'un post-cremador per a motors d'aeronaus també es pot anomenar vulgarment "reescalfament"; és un procés diferent en què l'aire reescalfat s'amplia a través d'un filtre d'empenta en lloc d'una turbina. Les restriccions metal·lúrgiques són una mica alleugerides, cosa que permet temperatures de refredament molt superiors (aproximadament 2000 ° C). El reescalfament s'utilitza més sovint per millorar la potència específica (per volum d'aire), i sol associar-se a una disminució de l'eficiència; aquest efecte es manifesta especialment en post-cremadors a causa de les quantitats extremes de combustible extra utilitzat.

### Injecció d'aigua.
En la sobrepressió, després d'una primera etapa de compressió, s'introdueix aigua al compressor, augmentant així el flux massiu dins del compressor, augmentant significativament la potència de sortida de la turbina i reduint la temperatura de sortida del compressor. [13] En una segona etapa de compressió, l'aigua es converteix completament en una forma de gas, oferint-se algun intercooling a través de la seva calor latent de vaporització.